# Sudba Mariny
Sudba Mariny (russisk: Судьба Марины, da.: Marinas skæbne) er en sovjetisk dramafilm fra 1953 instrueret af Isaak Sjmaruk og Viktor Ivtjenko.

## Handling
Filmen foregår i den ukrainske landsby Lebedivka, Vinnytsia-regionen. Landboarbejder Marina Vlasenko venter længselsfuldt på sin mands hjemvenden. Han forlod fem år tidligere landsbykollektivet (kolkhozen) for at studere agronomi ved Kijevs Landbrugsinstitut. Men da manden vender hjem, bliver lykken kort, da han allerede den første aften kræver skilsmisse fra Marina, da han mener, at han er vokset fra hende åndeligt og intellektuelt. Han ønsker i stedet at rejse til storbyen for at begynde en videnskabelig karriere og skrive en afhandling.
Marina forbliver alene i landbrugskollektivet, opdrager sin datter og helliger sig studier og arbejde. I et helt år laver hun laboratorieforsøg for at øge sukkerindholdet i roer. Ledelsen af kolkhozen udpeger Marina til nyt bindeled til kollektivbrugsbrigaden og giver hende mulighed for at overføre sine eksperimenter fra laboratoriet til marken. Marinas opgave lykkes og kolkhozen opnår en rig høst af roer med højt sukkerindhold. Som følge heraf tildeles Marina Panasovna ordenen Det Socialistiske Arbejdes Helt for store indsats inden for landbruget.

## Medvirkende
- Jekaterina Litvinenko som Marina Vlasenko
- Nikolaj Gritsenko som Terentij Vlasenko
- Tatjana Konjukhova som Galina
- Aleksandr Serdjuk som Gnat Podkova
- Mikhail Kuznetsov som Taras Vasiljevitj